# Глинське князівство
Глинське князівство, князівство Мансура —татарсько-сіверське, князівство в XIV—XVI сторіччях на північному сході України (переважно Сумська й Полтавська області). Засноване у 1380 році сином Мамая Мансуром з роду Кият.

## Половці на лівобережжі України
Відповідь 1159 року чернігівського князя Святослава Ольговича київському князю Ізяславу Давидовичу на погрозу про вигнання з Чернігова після його відмови допомогти у війні проти волинського князя Мстислава Ізяславича і галицького князя Ярослава Осмомисла відображає спустошення принаймні руської землі лівобережної Наддніпрянщини й заселення її половцями. Серед семи спустілих міст в Чернігівській землі заселених половцями присутнє одне з найстаріших і найбагатших міст Подніпров'я - Любеч.

## Створення князівства
Куликовську битву 1380 року Мамай програв війську московського князя Дмитра Донського через затримку литовської допомоги. У 1381 році у Кафі Мамая вбито генуезцями. Після вбивства Мамая-Кията один з його синів Мансур-Кият (Мансур Киятович Мамай), побоюючись репресій нового хана, залишив Крим й вирушив у рідні половецькі степи (північна частина Надчорномор'я й Надозів'я), звідки, набравши війська, рушив на північ з метою створення свого нового князівства.
На території сучасних Сумської та Полтавської областей Мансур Мамай відновив декілька міст: Глинськ, Глинниця, Полтава, й оголосив ці землі своїми володіннями, незалежними від сусідніх держав. До складу цього утворення увійшла одна з південних груп сіврюків межиріччя Ворскли, Сули, в районі Полтави.
У 1391 році, в битві з військами Тимура під Самарою, творець князівства Мансур був убитий.
Пізніше володіння князів Мамаїв розширилися й фактично включали в себе на півночі південні частини Чернігівщини й Сумщини; на сході — сучасні Курську, Білгородську та Харківську області; на заході — лівобережжя Черкаської області. Після чого володіння Глинських стали величезними, а самі князі стали найвпливовішими феодалами Великого князівства Литовського. Оскільки ці землі були прикордонням слов'янських та тюркських народів, населення їх не відрізнялося етнічною єдністю, проте, тут переважно селилися нащадки сіверян, а також половці. З XV сторіччя сіврюки завдяки своїй стабільній міграції починають асимілювати половецьке й тюркське населення.

## Система управління
Князь Мансур Киятович Мамай, враховуючи той факт, що його нові землі були слабо заселені й необхідно постійно вести війну з сусідніми державами, не став нав'язувати місцевому населенню феодальну систему управління: захоплювати вже використовувані землі, вводити будь-які податки та призначати своїх начальників. Єдиним нововведенням було об'єднання у єдине політичне ціле місцевих етнічних громад, обов'язком яких став спільний виступ під командуванням князя Мамая проти спільного ворога. Система місцевого управління зберігалася незмінною — голови місцевих громад та їх командири обиралися самим населенням. Військовий похід оголошувався Мансуром Мамаєм тільки після загального схвалення. Князі тут були більше схожі на козацьких отаманів, ніж на справжніх феодалів. Пізніше у запорізьких козаків став вибиратися гетьман, але у реєстрових козаків система взаємин з королем польським збереглася майже ідентична з політичною системою Мансура.

## У складі Литви

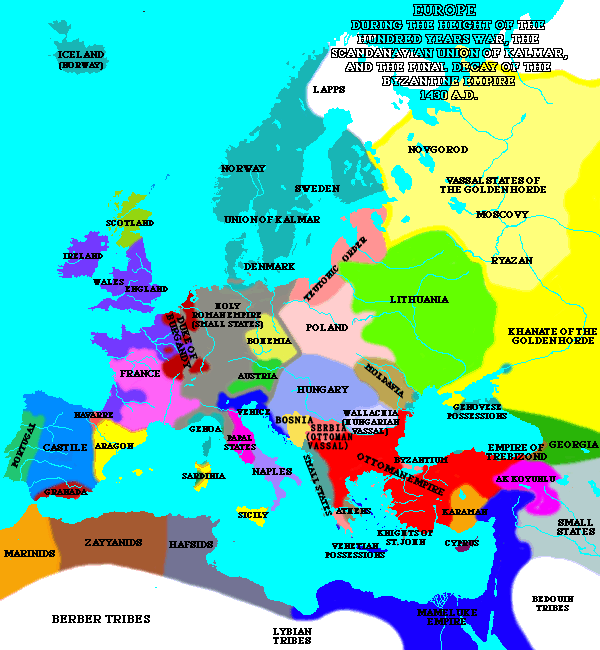
ВКЛ на карті Європи 1430 р.

У 1392 році Олекса Мамай, син Мансура Мамая, перебуваючи під тиском з боку двох великих войовничих держав: Золотої Орди і Великого князівства Литовського, вирішується визнати над собою владу великого князя литовського Вітовта. Для зміцнення політичних зв'язків зі своїм новим сюзереном Олекса Мамай у тому ж році хрестився, отримавши ім'я Олександр. Варто врахувати, що швидше за все Олекса й Олександр — два варіанти одного імені, — Олекса й досі поширено в Україні ім'я.
Як повідомляють родовідні розписи «а у Олександра син Іван з батьком ж хрестився. Й у ті часи приїхав до Києва Великий Князь Литовський Вітовт й після Князь Олександр, й син його, що схотіли служити; й Князь Іван й з отцем своїм Олександром створили хотіння Великого Князя Вітовта, й приїхали до нього, й били чолом йому зі своїми передріченними трьома городами. І Князь Великий Вітовт прийняв їх чесно не яко слуг, але яко сродних своїх, й дав їм вотчини волості: Станку, Хорозів, Сереків, Гладковича; й дав Вітовт за Князя Івана Олександровича княжу Данилову дочку Острогозького Княжну Настасію». З тих пір Мамаї стали називатися князями Глинськими.
Після приєднання до Великого князівства Литовського внутрішня система управління вотчини князів Мамаїв не змінилася, залишаючись до 1508 року напівавтономним князівством усередині Великого князівства Литовського. Фактично Глинське князівство було аналогом Касимівського царства на території Московського князівства татарського, що виникло приблизно у той же час.
Вітовт передав в управління фактично все лівобережжя Дніпра. Натомість князь Олександр Мансурович Мамай та його нащадки повинні були захищати ці землі від недругів й брати участь у війнах литовських князів. Так, вже 1399 року війська князя Олександра Мамая брали участь у поході Вітовта проти Золотої Орди, але зазнали поразки від золотординців битві на річці Ворскла. За білорусько-литовським літописом «козак Мамай» врятував великого князя Вітовта після розгрому на Ворсклі.
Другий син Мансура Мамая — Скидер, за підтримки Вітовта вирушив зі своїм половецьким військом у 1390-х роках у Північно-західне Надчорномор'я, де став на чолі місцевих половців. Завдяки союзу з князями Мамаями Велике князівство Литовське спромоглося мирним шляхом приєднати й поставити під свій контроль величезну територію Дикого поля й стати найбільшим за площею державою Європи. При цьому варто звернути увагу, що Скидер може бути ще однією формою імені Олександр або в арабському (мусульманському) вимові Іскандер.
У XV сторіччі Мамаєвих князів в офіційних литовських документах починають іменувати Глинськими князями за назвою міста Глинськ, де була їх резиденція. Але до середини XVI сторіччя більшість представників роду Глинських у своїх документах продовжують підписуватися прізвищем Мамай. Так, у київському літописі згадується, що у першій чверті XVI сторіччя воєводою Києва був Іван Львович Мамай (з князів Глинських). Богдан Федорович Глинський, воєвода Черкас (1488-95), теж використав ім'я Мамай. В історії він став відомий тим, що організував перші черкаські прикордонні війська, що, незабаром після цього стали називатися козаками. На чолі з ним черкаські козаки в 1493 році вперше голосно заявили про себе взяттям тільки що побудованого кримськими татарами Очакова.
У 1638 році за уточнення московсько-польського кордону, що проходив тоді Глинським князівством у сучасній Лівобережній Україні, польські представники висунули ряд документів, з кінця XV до початку XVII сторіччя, про належність польським феодалам окремих маєтків у цій місцевості. Маєтками володіли вже не Глинські, хоча були там й їх родичі під іншими прізвищами. У двох документах, 1570 й 1590 років, згадані в якості мешканців цієї місцевості Ворскольські сіврюки. Вони жили на землях наступників Глинських, але в судових справах кожна група «сіврюков» виступала незалежно від феодала, як самостійна громадська юридична особа, — ознака наявності територіально-громадської організації та неповної залежності від тих феодалів, на землях яких вони жили. У 1570 році польська влада звільнила від податків цих «сіврюків», що фактично перейшли під протекторат Московського князівства.

## «Мамаївські» козаки
У XV—XVII сторіччях сіврюки представляли собою воєнізоване прикордонне населення, що охороняло кордони суміжних частин Польсько-Литовської й Московської держав. Судячи з усього, вони були дуже схожі на ранніх запорізьких, донських та інших подібних козаків, й мали деяку автономію й громадську військову організацію.
Мамаївські князі та їх діяльність збереглася у народній пам'яті українців в образі легендарного «козака Мамая». Козак Мамай став настільки символічною фігурою для українських козаків та народу, що, коли спалахували народні повстання на Україні, обов'язково з'являвся Мамай. Під час громадянської війни на Черкащині, серед гайдамаків Холодного Яру було три отамана під псевдонімом Мамай, хоча мали інші прізвища.